# Hubert Kós
Hubert Kós (Telki, 28 marzo 2003) è un nuotatore ungherese.
Specializzato nel dorso, ha vinto un oro olimpico e tre ori mondiali (due in vasca lunga e uno in vasca corta) nei 200 metri dorso.
Vanta anche tre titoli europei.

## Palmares
- Giochi olimpici

Parigi 2024: oro nei 200m dorso.
- Mondiali

Fukuoka 2023: oro nei 200m dorso.
Singapore 2025: oro nei 200m dorso, bronzo nei 200m misti.
- Mondiali in vasca corta

Budapest 2024: oro nei 200m dorso, argento nei 100m dorso.
- Europei

Roma 2022: oro nei 200m misti.
Belgrado 2024: oro nei 200m misti e nella 4x100m sl mista, argento nei 100m farfalla e nella 4x200m sl, bronzo nella 4x100m misti mista.
- Europei in vasca corta

Kazan 2021: bronzo nei 400m misti.
- EYOF

Baku 2019: argento nei 100m dorso, nei 100m farfalla, nei 200m misti e nei 400m misti.